# Jihovýchodní vedlejší hřeben Vysoké

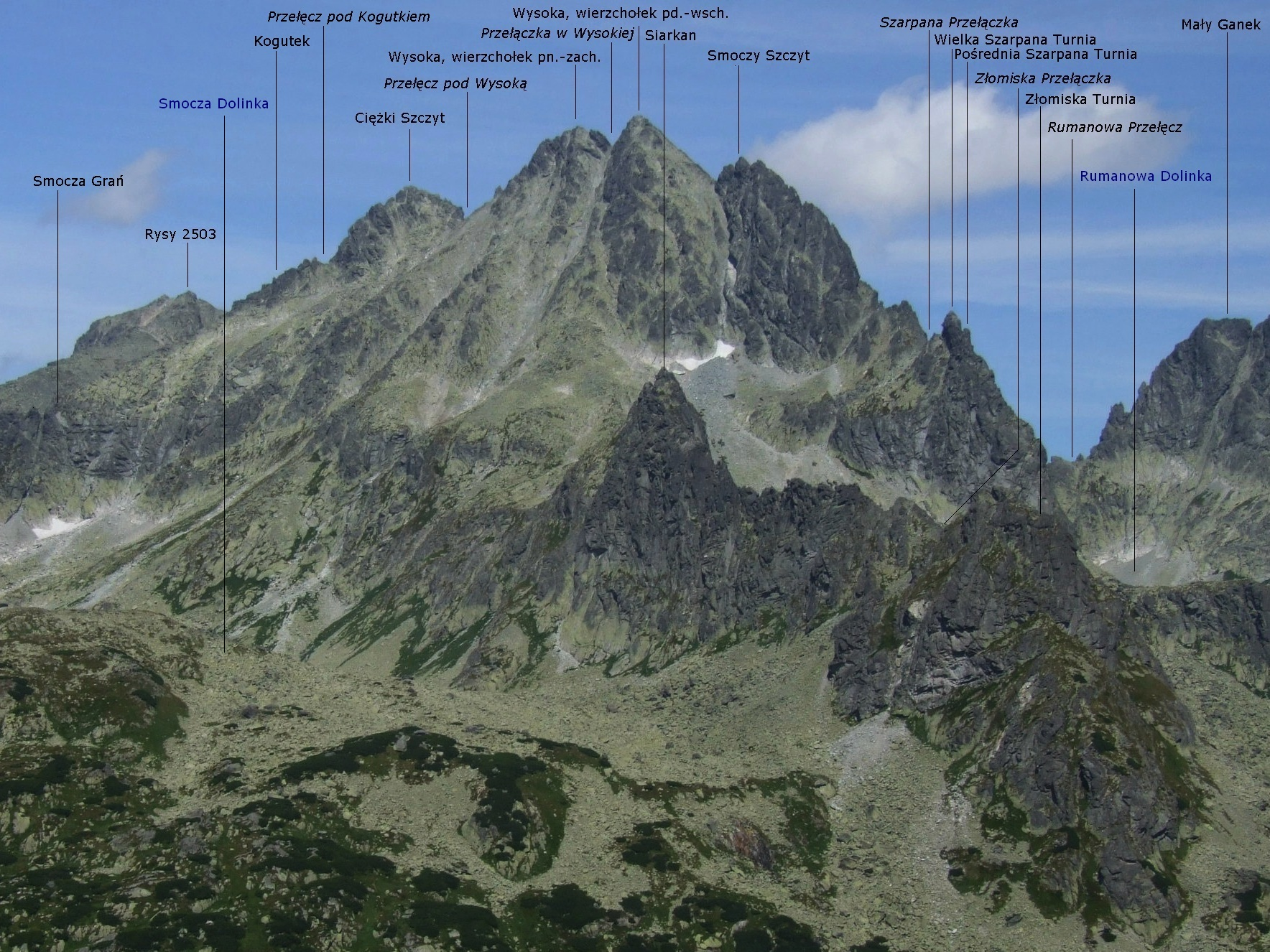
Juhovychodný vedľajší hrebeň Vysokej na pravé straně snímku (popisky polsky)

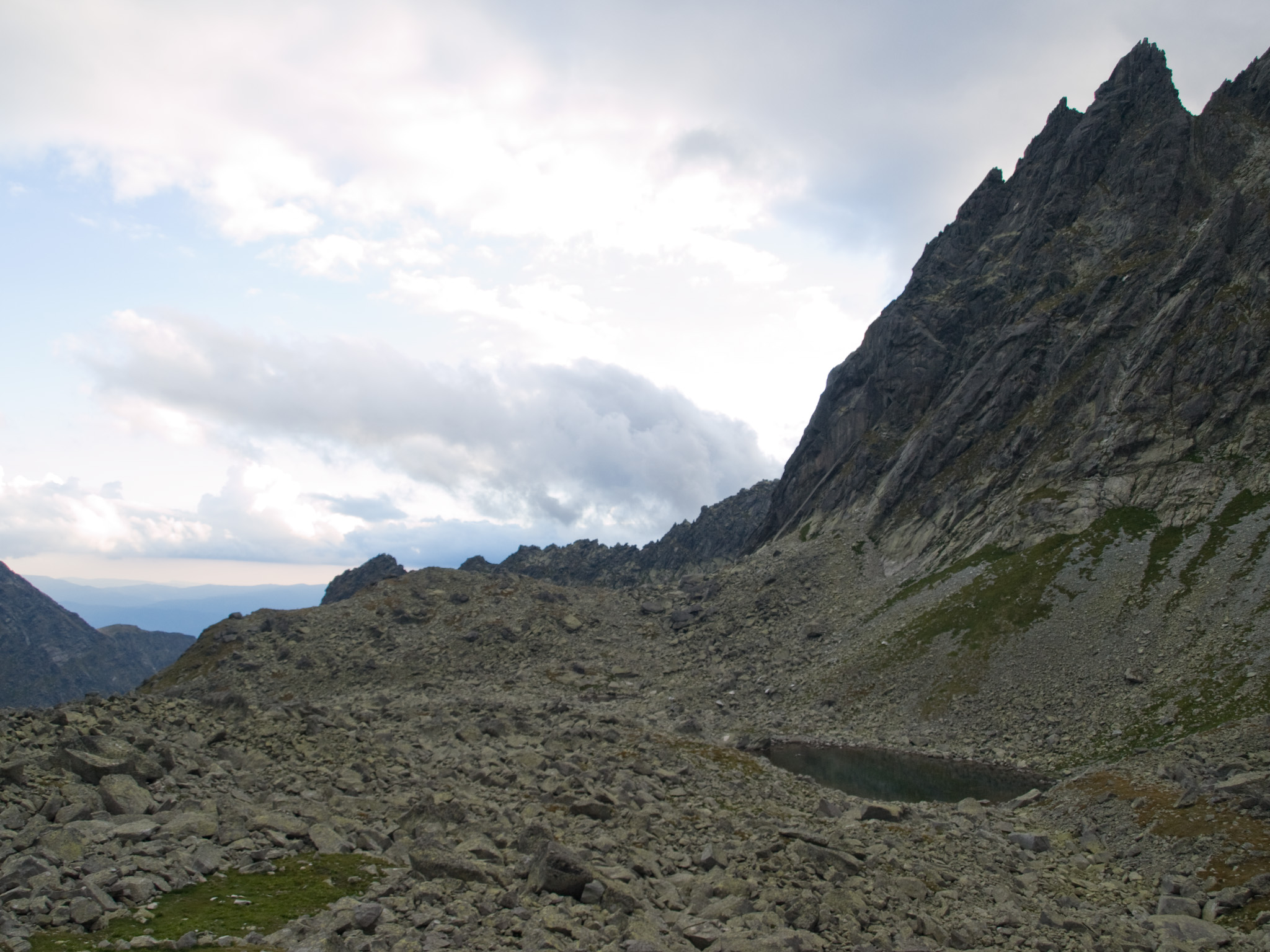
Jihovýchodní konec hřebene

Jihovýchodní vedlejší hřeben Vysoké (slovensky Juhovychodný vedľajší hrebeň Vysokej, polsky Południowo-wschodnia grań Wysokiej) je boční hřeben ve slovenské části Vysokých Tater. Od hlavního tatranského hřebene se odděluje ve Vysoké a směřuje na jihovýchod, kde klesá do Zlomiskové doliny. Hřeben odděluje Kotlinku pod Dračím sedlom na jihozápadě a Rumanovu dolinku na severovýchodě.

## Průběh hřebene
|  | Slovenský název         | Polský název                  | Nadmořská výška (m) | Souřadnice                       |
|  | ----------------------- | ----------------------------- | ------------------- | -------------------------------- |
|  | Vysoká                  | Wysoka                        | 2547                | 49°10′22″ s. š., 20°05′40″ v. d. |
|  | Vyšné Dračie sedlo      | Przełęcz pod Smoczym Szczytem | 2490                | 49°10′23″ s. š., 20°05′39″ v. d. |
|  | Malý Dračí štít         | Mały Smoczy Szczyt            | 2518                | 49°10′19″ s. š., 20°05′42″ v. d. |
|  | Vyšný Dračí zárez       | Wyżni Smoczy Karb             |                     |                                  |
|  | Dračí štít              | Smoczy Szczyt                 | 2523                | 49°10′17″ s. š., 20°05′45″ v. d. |
|  | Prostredný Dračí zárez  | Pośredni Smoczy Karb          |                     |                                  |
|  | Veľký Dračí zub         | Wielki Smoczy Ząb             |                     |                                  |
|  | Nižný Dračí zárez       | Niżni Smoczy Karb             |                     |                                  |
|  | Malý Dračí zub          | Mały Smoczy Ząb               |                     |                                  |
|  | Vyšná štrbina pod Ihlou | Wyżnia Przełączka pod Igłą    | 2395                |                                  |
|  | Ihla v Dračom           | Igła w Wysokiej               | 2410                |                                  |
|  | Nižná štrbina pod Ihlou | Niżnia Przełączka pod Igłą    | 2365                |                                  |
|  | Dračia kôpka            | Smocza Kopka                  |                     |                                  |
|  | Dračia štrbina          | Szarpana Przełączka           | 2330                | 49°10′11″ s. š., 20°05′50″ v. d. |
|  | Veľký Ošarpanec         | Wielka Szarpana Turnia        | 2364                | 49°10′11″ s. š., 20°05′49″ v. d. |
|  | Vyšná Ošarpaná štrbina  | Wyżnia Szarpana Szczerbina    |                     |                                  |
|  | Prostredný Ošarpanec    | Pośrednia Szarpana Turnia     |                     | 49°10′09″ s. š., 20°05′50″ v. d. |
|  | Nižná Ošarpaná štrbina  | Niżnia Szarpana Szczerbina    |                     |                                  |
|  | Malý Ošarpanec          | Mała Szarpana Turnia          |                     | 49°10′08″ s. š., 20°05′50″ v. d. |
|  | Rumanova kôpka          | Rumanowa Kopka                |                     | 49°10′03″ s. š., 20°05′59″ v. d. |

## Turistické trasy
V celém hřebeni nejsou v současné době žádné značené trasy, takže oblast je dle pravidel TANAPu pro turisty nepřístupná.